# Eotetranychus paradeflexus
Eotetranychus paradeflexus är en spindeldjursart som beskrevs av Estebanes och Baker 1968. Eotetranychus paradeflexus ingår i släktet Eotetranychus och familjen Tetranychidae. Inga underarter finns listade i Catalogue of Life.